# Sofia Mouratova
Pour les articles homonymes, voir Mouratova.
Sofia Ivanovna Mouratova (russe : Софья Ивановна Муратова), née Podouzdova le 13 juillet 1929 à Léningrad et morte le 25 septembre 2006 à Moscou, est une gymnaste soviétique. 

## Biographie
Elle se marie en 1951 avec le gymnaste Valentin Mouratov.
Elle est enterrée à Moscou au cimetière Mitinsky, à côté de son mari, décédé quelques jours plus tard,.

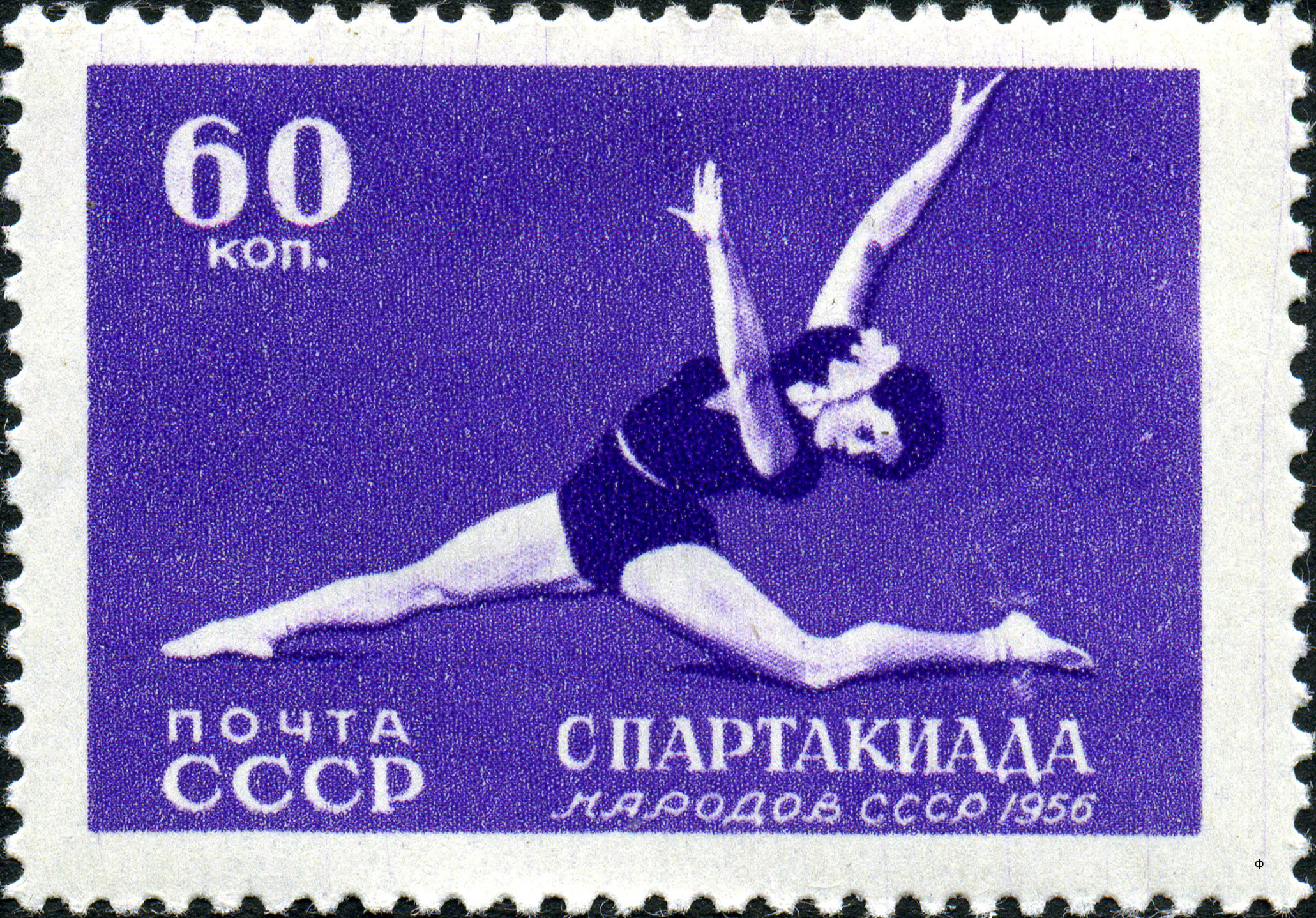
Timbre soviétique de 1956 représentant Sofia Mouratova.

## Palmarès

### Jeux olympiques
- Melbourne 1956
  -  médaille d'or au concours par équipes
  -  médaille de bronze au concours général individuel
  -  médaille de bronze aux exercices d'ensemble avec agrès portatifs par équipes
  -  médaille de bronze aux barres asymétriques

- Rome 1960
  -  médaille d'or au concours par équipes
  -  médaille d'argent au concours général individuel
  -  médaille d'argent au saut de cheval
  -  médaille de bronze à la poutre

### Championnats du monde
- Rome 1954
  -  médaille d'or au concours par équipes

- Moscou 1958
  -  médaille d'or au concours par équipes
  -  médaille d'argent au saut de cheval
  -  médaille d'argent à la poutre

- Prague 1962
  -  médaille d'or au concours par équipes